# Josh Harrison
Joshua Isaiah Harrison (Cincinnati, 8 luglio 1987) è un giocatore di baseball statunitense, seconda base per i Chicago White Sox della Major League Baseball.

## Carriera

### Inizi e Minor League
Harrison frequentò la Princeton High School di Sharonville, cittadina situata nell'area metropolitana di Cincinnati, Ohio, dove giocò come interbase con la squadra di baseball della scuola. Terminata la scuola superiore si iscrisse alla University of Cincinnati, giocando con la squadra del college nel ruolo di seconda base.
Harrison fu scelto dai Chicago Cubs nel sesto giro del draft MLB 2008 e durante la stagione, venne schierato nella classe A-breve e nella classe A. Giocò la prima parte della stagione 2009 prevalentemente nella classe A, con alcune comparse nella classe A-avanzata.
Il 30 luglio 2009, i Cubs scambiarono Harrison, Kevin Hart e José Ascanio con i Pittsburgh Pirates per i lanciatori John Grabow e Tom Gorzelanny. Giocò il resto della stagione nella classe A-avanzata.
Militò per l'intera stagione 2010 nella Doppia-A e iniziò la stagione 2011 nella Tripla-A.

### Major League
Debuttò nella MLB il 31 maggio 2011, al Citi Field di New York City contro i New York Mets, battendo subito una valida su lancio di R.A. Dickey. Il 18 maggio 2012 impedì un no-hitter di Justin Verlander nel nono inning. Concluse la stagione con 65 partite disputate nella MLB e 62 nella Tripla-A.
Nel 2014, Harrison fu convocato per il suo primo All-Star Game. Al momento della selezione aveva una media battuta di .298. La sua annata si chiuse con una media di .315, secondo nella National League dietro a Justin Morneau dei Colorado Rockies, finendo nono nel premio di MVP della National League. Prima dell'inizio della stagione 2015 firmò un nuovo contratto quadriennale con i Pirates.
Nella stagione 2017, Harrison fu convocato per il suo secondo All-Star Game.
Il 23 febbraio 2019, Harrison ha firmato un contratto annuale con i Detroit Tigers. Venne svincolato dalla squadra il 9 agosto 2019.
Il 26 novembre 2019, Harrison firmò un contratto di minor league con i Philadelphia Phillies. Il 21 luglio 2020, Harrison venne svincolato per sua richiesta dalla franchigia.
Il 27 luglio 2020, Harrison firmò un contratto annuale con i Washington Nationals.
Il 30 luglio 2021, i Nationals scambiarono Harrison, Yan Gomes più una somma in denaro con gli Oakland Athletics per i giocatori di minor league Drew Millas, Richard Guasch e Seth Shuman. Divenne free agent a fine stagione.
Il 15 marzo 2022, Harrison firmò un contratto annuale del valore di 5.5 milioni di dollari con i Chicago White Sox, con inclusa un'opzione del club per la seconda stagione.

## Palmarès

### Nazionale
- World Baseball Classic:  Medaglia d'Oro

Team USA: 2017

### Individuale
- MLB All-Star: 2

2014, 2017
- Giocatore del mese della National League: 1

(Agosto 2014)